# 海克里克鎮區 (明尼蘇達州古德休縣)
海克里克鎮區（英語：Hay Creek Township）是位於美國明尼蘇達州古德休縣的一個行政鎮區。

## 地方資料
海克里克鎮區的面積為89.19平方千米，當中陸地面積為89.07平方千米，而水域面積為0.12平方千米。根據2020年美國人口普查的數據，當地共有人口947人，而人口密度為每平方千米10.62人。